# لینا تونیسون
لینا تونیسون (استونیایی: Liina Tõnisson؛ زادهٔ ۲۴ مهٔ ۱۹۴۰) سیاستمدار و نماینده سابق مجلس اهل استونی است.